# Moto Guzzi Nibbio
De Moto Guzzi Nibbio was een bromfiets van het merk Moto Guzzi die in 1974 op de markt kwam.

## Voorgeschiedenis
Van 1963 tot 1976 produceerde Moto Guzzi de Dingo-bromfietsen. Van 1970 tot 1973 was een van de modellen de "Dingo Super Sport". Toen men in 1974 de 125 Tuttoterreno en de Turismo uitbracht, ontstond de vraag naar twee vergelijkbare modellen in de bromfietsklasse. Eén daarvan was de "Nibbio", het andere was de Cross 50.

## Nibbio
In vergelijking met de Dingo was de motor vernieuwd. boring en slag bedroegen nu 40 x 39 mm, waardoor de cilinderinhoud op 49 cc kwam. Bovendien had de machine vijf versnellingen. De Nibbio was bedoeld voor de weg, en leek veel op de 125 Turismo. Het frame was identiek aan dat van de Cross 50, maar de spatborden waren verchroomd en de zijpanelen, de tank en de banden waren aangepast aan het straatgebruik. Ook was de diameter van de voorste trommelrem groter. Er waren vijf versnellingen aan boord.

## Technische gegevens
| Moto Guzzi             | Nibbio                                 |
| ---------------------- | -------------------------------------- |
| Periode                | 1974-1982                              |
| Categorie              | bromfiets                              |
| Motortype              | Tweetaktmotor                          |
| Bouwwijze              | dwarsgeplaatste staande eencilinder    |
| Cilinder               | Aluminium                              |
| Cilinderkop            | Aluminium                              |
| Carburateur            | Dell'Orto SHA 14.12                    |
| Ontsteking             | Vliegwielmagneet                       |
| boring                 | 40 mm                                  |
| slag                   | 39 mm                                  |
| Cilinderinhoud         | 49 cc                                  |
| Smeersysteem           | Mengsmering 20:1                       |
| Compressieverhouding   | 8:1                                    |
| Max. Vermogen          | 1,1 pk bij 3.750 tpm,                  |
| Topsnelheid            | 49 km/h                                |
| Primaire aandrijving   | tandwielen                             |
| Koppeling              | meervoudige natte platenkoppeling      |
| Versnellingen          | 5 Voetgeschakeld                       |
| Secundaire aandrijving | ketting                                |
| frame                  | Dubbel wiegframe                       |
| Wielbasis              | 1210 mm                                |
| Vering vóór            | Telescoopvork                          |
| Vering achter          | Swingarm met hydraulische schokdempers |
| Banden                 | Vóór en achter 2.50 x 18",             |
| Rem(men)               | Trommelremmen                          |
| Gewicht                | 77 kg                                  |
| Tankinhoud             | 9,5 liter                              |
| Voorganger             | Dingo Super Sport                      |
| Opvolger               | Geen                                   |